# Narodni park Krkonoši, Poljska
Narodni park Krkonoši (poljsko Karkonoski Park Narodowy) je narodni park v gorovju Krkonoši v Sudetih na jugozahodu Poljske, ob meji s Češko.
Park je v vojvodstvu Spodnja Šlezija, v najvišjem delu Sudetov. Ustanovljen je bil leta 1959 in pokriva površino 55,10 km². Danes je nekoliko večji s 55,76 km², od tega je 17,18 km² strogo zaščitenih. Večino območja parka, približno 33,80 km², sestavljajo gozdovi. Leta 1992 je narodni park Krkonoši skupaj s sosednjim češkim narodnim parkom Krkonoši postal del biosfernega rezervata Krkonoši v okviru Unescovega Program Človek in biosfera (MaB). Prav tako je bilo 40 hektarjev šotišč razglašenih za mednarodno mokrišče v skladu z Ramsarsko konvencijo.

## Geografija
Gorovje Krkonoši je najvišje območje veliko širših Sudetov, ki se raztezajo vodoravno od jugozahodne Poljske vzdolž severne meje Češke do vzhodne Nemčije. Njegov najvišji vrh je Snežka (Śnieżka) na 1602 m nadmorske višine, ki tvori trikotnik s (podobno zvenečim) Śnieżnikom, 1424 m  in vrhom Ślęża, ki sta bolj narazen. Povezuje jih rdeča pohodna pot samo za kvalificirane turiste. Značilnost pokrajine so ledeniške krnice z balvani in jezerci, skritimi v notranjosti. Na pobočjih najdemo tudi preperele granitne skale v obliki gob ali gorjač.
Pogorje Krkonoši leži na razvodju evropskega vodnega sistema med porečjema dveh večjih rek – Laba in Odra – kar pomeni, da ločuje tudi povodje Baltskega in Severnega morja. Številni potoki Krkonošev se spuščajo po hribih in ustvarjajo slapove, od katerih največji v poljskem delu gora (300 m) ustvarja potok Łomniczka.
Narodni park Krkonoši letno obišče več kot 1,5 milijona turistov. Uporabljajo lahko 112 kilometrov sprehajalnih poti, 10 vlečnic in 12 gostišč. Park ima sedež v mestu Jelenia Góra.

## Zgodovina
Naravne vrednote gorovja Krkonoši, vključno z njihovo geološko zgradbo, odlično vidnimi elementi postledeniškega reliefa, floro in favno, so pomenile, da je bilo leta 1910 v Krkonošah ustanovljeno mesto pooblaščenca za varstvo narave, leta 1927 pa gorska straža. Leta 1933 so bili v gorovju Krkonoši ustanovljeni prvi naravni rezervati, vključno s postledeniškimi krnicami in številnimi naravnimi spomeniki, predvsem kamninami.
Narodni park Krkonoši je bil ustanovljen z odlokom Sveta ministrov z dne 16. januarja 1959 na površini 5510 ha. Podrobne meje parka so bile določene z odlokom ministra za gozdarstvo in lesno industrijo z dne 2. marca 1959 o opredelitvi meja narodnega parka Krkonoši in omejitvah, ki veljajo na njegovem območju, in o upravljanju parka.
Leta 1996 se je površina parka povečala na 5578 ha.
Leta 1992 je narodni park Krkonoše skupaj s češkim narodnim parkom Krkonoši postal del Unescovega obmejnega biosfernega rezervata Krkonoše / Krkonoše (MAB) s površino več kot 60 tisoč ha.
Glavni nacionalni geolog Henryk Jacek Jezierski je 10. septembra 2010 v Szklarski Porębi med konferenco Biološka raznovrstnost Krkonošev za razvoj regije, ki jo je organiziral Ekološki izobraževalni center Krkonoši narodnega parka Krkonoši, podpisal podelitev Območja narodnega parka Karkonoši skupaj z varovalnim pasom, status Narodnega geoparka.
1. januarja 2016 je bil park povečan za 371,11 ha, njegova skupna površina pa je zdaj 5951,42 ha.

## Neživa narava
V parku so zavarovana najvrednejše naravne površine in najlepše krajine v parku: močvirja, goščave Kosówka, pusta barja, postledeniške krnice (npr. Śnieżne Kotły), včasih spremenjene v ribnike, travniške združbe, zelnate rastline in borovnice.

## Rastlinstvo in živalstvo
V parku je več kot tisoč vrst rastlin in veliko vrst gozdnih živali (približno 40 vrst sesalcev, med njimi evropski bober, srna, navadna lisica in 16 vrst netopirjev). Zanimiv predstavnik o parku je muflon, ki je bil pripeljan v začetku 20. stoletja s Korzike. Poleg tega tukaj živi 90 vrst ptic, vključno koconogi čuk, mali skovik, ruševec, divji petelin, komatar in planinska pevka (Prunella collaris). V parku so štiri vrste rib, šest vrst dvoživk in pet vrst plazilcev.
Endemične rastline:
- snežni kamnokreč Saxifraga moschata subsp. bazaltica
- zvončnica Campanula bohemica
- krkonoški ušivec Pedicularis sudetica Willd. - vrsta zelnate rastline pojalnikovke (Orobanchaceae)

Okoli parka je določen varovalni pas v velikosti 13.093 ha, ki zajema spodnje in zgornje gozdne pasove.
Gozdovi parka kažejo vertikalno diferenciacijo. V spodnjem in zgornjem pasu (imenovanem reglami) so večinoma smreke in bukve, v manjšem številu pa: macesen, javor, lipa, bela jelka. Poleg teh je gorski bor in nad njim območje alpske vegetacije.

## Turizem
Vstop v park je plačljiv. Park ima 112 km pohodniških poti, urejene so tudi smučarske proge, vključno s 17 km. Nekatere pohodniške poti so odprte za kolesarje. Dve žičnici (»Szrenica« in »Kopa«) vodita do vrhov, pozimi pa je 10 vlečnic.

## Galerija
- Strzecha Akademicka
- Slap Kamieńczyk
- Czarcia Ambona
- Czeska Kładka
- Mugo bor
- Gorska koča Samotnia
- gora Śnieżka
- Mały Staw
- Czarny Kocioł Jagniątkowski